# Hautes-terres du sud du Nouveau-Brunswick
Les Hautes-terres du sud du Nouveau-Brunswick (anglais : Southern New Brunswick Uplands) sont une écorégion du cadre écologique canadien faisant partie de l'écozone maritime de l'Atlantique. Elle comprend les plateaux des collines Calédoniennes et des collines Sainte-Croix.

## Flore
La forêt de l'écorégion est une forêt mixte composée d'érable à sucre, d'érable rouge, d'épinette blanche, d'épinette rouge et de sapin baumier. Ses parties les plus chaudes sont dominées par l'érable à sucre et le hêtre à grandes feuilles et ses parties les plus sèches par le pin blanc.

## Faune
Les principaux animaux sont l'orignal, ours noir, le cerf de Virginie, le renard roux, le lièvre d'Amérique, le porc-épic d'Amérique, le pékan, le coyote, le castor du Canada, la gélinotte huppée le lynx roux et le rat musqué.

## Aire protégée
Seules 3,8 % des terres de cette écorégion sont protégées. L'est de l'écorégion est situé dans la réserve de biosphère de Fundy.